# John Rankin (homme politique canadien)
Pour les articles homonymes, voir John Rankin et Rankin.
John Rankin (octobre 1820-3 septembre 1900) est un homme politique canadien de l'Ontario. Il est député fédéral conservateur de la circonscription ontarienne de Renfrew-Nord de 1867 à 1869.

## Biographie
Né à New Glasgow en Nouvelle-Écosse, Rankin étudie à Carlton en Nouvelle-Écosse avant de s'établir à Cobden en Ontario. Il est préfet de Ross Township pendant six ans.
Élu en 1867, il démission en 1869 afin de permettre à Francis Hincks de pouvoir être élu. Préfet du comté de Renfrew de 1865 à 1866, il occupe aussi un poste de douanier à Bowmanville de 1870 à 1895.
Il meurt d'une longue maladie en 1900.